# 劳希德
劳希德是德国莱茵兰-普法尔茨州的一个市镇。总面积4.78平方公里，总人口567人，其中男性267人，女性300人（2011年12月31日），人口密度119人/平方公里。